# Krytyczny punkt kontroli
Krytyczny punkt kontroli, KPK, CCP (od ang. critical control point) – jest to etap, który  przy swoich parametrach technologicznych (lub zmodyfikowanych) skutecznie i ostatecznie usuwa zagrożenia lub ogranicza je do poziomu, jaki można uznać za bezpieczny.